# Steven Davis
Steven Davis (Ballymena, 1 de janeiro de 1985) é um ex-futebolista norte-irlandês, que atuava como meio-campo. 

## Carreira
Depois de uma passagem pelo Fulham, resolveu atuar  pelo Rangers. Em 2012 se transferiu para o Southampton.A partir de 2013 assumiu a tarjeta de capitão do Southampton, por conta da sua liderança e de seu carisma, chegou a ser cotado no Leicester City, mas a pedido do técnico Ronald Koeman acabou ficando no Southampton.
Ele fez parte do elenco da Seleção Norte-Irlandesa de Futebol da Eurocopa de 2016.
Em 6 de janeiro de 2019, foi emprestado ao Rangers.

## Gols pela seleção
| Gol | Data                   | Local                                      | Adversário    | Placar | Resultado | Competição                       |  |
| --- | ---------------------- | ------------------------------------------ | ------------- | ------ | --------- | -------------------------------- |  |
| 1   | 8 de outubro de 2005   | Windsor Park, Belfast                      | País de Gales | 2 – 2  | 2 – 3     | Eliminatórias da Copa 2006       |  |
| 2   | 15 de outubro de 2008  | Windsor Park, Belfast                      | San Marino    | 4 – 0  | 4 – 0     | Eliminatórias da Copa 2010       |  |
| 3   | 10 de agosto de 2011   | Windsor Park, Belfast                      | Ilhas Faroé   | 2 – 0  | 4 – 0     | Eliminatórias da Euro 2012       |  |
| 4   | 7 de outubro de 2011   | Windsor Park, Belfast                      | Estónia       | 1 – 0  | 1 – 2     | Eliminatórias da Euro 2012       |  |
| 5   | 15 de outubro de 2013  | Ramat Gan Stadium, Ramat Gan               | Israel        | 1 – 1  | 1 – 1     | Eliminatórias Copa do Mundo 2014 |  |
| 6   | 8 de outubro de 2015   | Windsor Park, Belfast                      | Grécia        | 1 – 0  | 3 – 1     | Eliminatórias Euro 2016          |  |
| 7   | 8 de outubro de 2015   | Windsor Park, Belfast                      | Grécia        | 3 – 0  | 3 – 1     | Eliminatórias Euro 2016          |  |
| 8   | 13 de novembro de 2015 | Windsor Park, Belfast                      | Letónia       | 1 – 0  | 1 – 0     | Amistoso                         |  |
| 9   | 8 de outubro de 2016   | Estádio Olímpico de San Marino, Serravalle | San Marino    | 1 – 0  | 4 – 0     | Eliminatórias Copa do Mundo 2018 |  |